# Ordinariat personnel

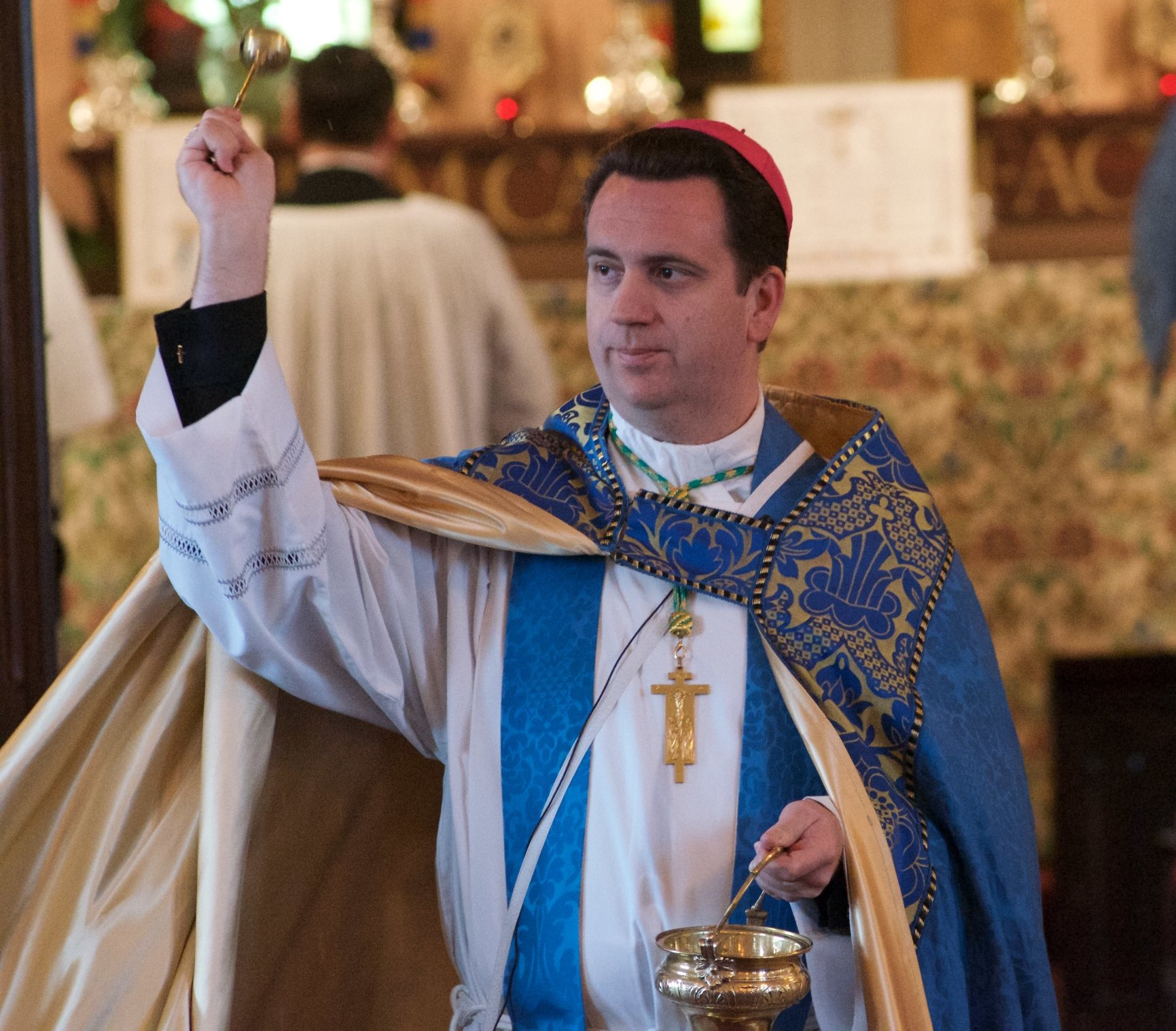
Evêque Steven.J Lopes

Un ordinariat personnel, version courte de ordinariat personnel pour les Anglicans entrant en pleine communion avec l’Église catholique, aussi appelé ordinariat anglican, est une juridiction de l’Église catholique accueillant les Anglicans ayant décidé d’entrer en communion avec le pape, tout en conservant certaines traditions (on parle d’usage anglican du rite latin). Cette juridiction est une Église particulière et fonctionne comme un diocèse, mais son territoire ne tient compte que des autres ordinariats personnels, et peut donc couvrir celui d’un diocèse de rite latin.
Ce type de juridiction a été créé le 4 novembre 2009 par la constitution apostolique nommée Anglicanorum coetibus du pape Benoît XVI, et a ensuite été précisé par un texte normatif complémentaire.
Trois ordinariats personnels ont été érigés :
- Notre-Dame-de-Walsingham, créé en janvier 2011, pour l’Angleterre et le pays de Galles (et non-officiellement l’Écosse, ayant accueilli un prêtre de l’Église épiscopalienne écossaise) ;
- Chaire-de-Saint-Pierre, créé en janvier 2012, pour les États-Unis d’abord, avant d’étendre son territoire au Canada ;
- Notre-Dame-de-la-Croix-du-Sud, créé en juin 2012, pour l’Australie.